# Marche arrière (cinéma)
Pour l'élément mécanique, voir Marche arrière.
La marche arrière est un effet spécial, obtenu autrefois directement à la prise de vues sur pellicule photosensible, exécuté parfois sur pellicule photosensible grâce à une machine optique à truquer (en France, la Truca), obtenu aujourd’hui à la demande sur fichier numérique. C'est un trucage dont l’effet produit au visionnage est une inversion, photogramme après photogramme, du sens de déroulement d’une action filmée, le plongeur sort de l'eau les pieds devant et revient se poser sur le plongeoir, le vin quitte le verre et regagne la bouteille, le vase brisé se recolle instantanément et s'envole pour rejoindre la main qui le tenait, etc.

## Historique
Avant les premiers films du cinéma, réalisés entre 1891 et 1895, le jouet optique, ou jouet de salon, était destiné à sensibiliser les enfants des familles aisées, aux phénomènes optiques, et notamment à la décomposition et à la restitution d’un mouvement. Il se présente comme une succession de vignettes dessinées – au sujet généralement récréatif – dont la rotation produit un spectacle très bref, d’une à deux secondes tout au plus. Ce spectacle peut être ralenti, voire immobilisé, dans un but pédagogique, afin de comprendre comment le mouvement d’un objet ou d’un être vivant est perçu par le cerveau en tant que série d’informations dont la succession rapide lui permet de distinguer le mouvement et de l’interpréter comme un signal de déplacement du sujet observé (effet phi).
Il était possible aussi de faire pivoter le jouet dans le sens inverse, et les possesseurs d’un phénakistiscope, d’un zootrope, d’un zoopraxiscope ou d’un praxinoscope, et même plus humblement d’un folioscope, connaissaient, 60 ans avant l’invention du cinéma, le spectacle de l’inversion du mouvement, c’est-à-dire de la marche arrière.
Les machines inventées par l’Américain Thomas Edison et son ingénieur électricien William Kennedy Laurie Dickson, la caméra Kinétographe, la première caméra de prise de vues photographiques animées, et le kinétoscope, un appareil de visionnage individuel par œilleton, montrent à un public payant les premiers films tournés. « Cent quarante-huit films sont tournés entre 1890 et septembre 1895 par Dickson et William Heise à l'intérieur d'un studio construit à West Orange, le "Black Maria", une structure montée sur rail, orientable selon le soleil. ». Le mot anglais film est adopté par Thomas Edison pour désigner les bobineaux de pellicule photosensible impressionnés, au format 35 mm de large, mis au point par son équipe, dotés de 2 jeux de 4 perforations rectangulaires Edison par photogramme. Ces deux machines sont entraînées par des moteurs électriques dont la rotation ne peut pas être inversée. Le système même d’avance intermittente de la pellicule derrière l’objectif du kinétographe, une roue à rochet, ou roue dentée à cliquet, interdit tout déroulement à l’envers de la pellicule.
Ce n’est pas le cas des pantomimes lumineuses du Français Émile Reynaud, présentées à un public payant au sous-sol du musée Grévin, à l’aide de son Théâtre optique, dès octobre 1892. Sa machine projette sur grand écran les premiers dessins animés de l’histoire du cinéma, directement tracés et coloriés sur un support de 70 mm de large fait de carrés de gélatine protégés de l'humidité par un recouvrement de gomme-laque, assemblés dans des cadres en papier fort et souple (identiques aux cadres de diapositives) réunis sur chaque bord par un jeu de fines lamelles métalliques souples recouvertes de tissu. Il dessine d'un côté à l'encre de Chine les personnages, puis les colorie aux encres à l'aniline sur la face opposée, comme dans la technique des cellulos qui sera développée bien plus tard. Son épouse appose alors de la peinture noire à l'extérieur du tracé des personnages, afin que la lumière ne puisse traverser (et projeter) que les dessins. Le mécanisme, à déroulement continu, dont la projection image par image est obtenue par une couronne de miroirs en rotation, peut tout aussi bien tourner dans un sens ou dans l’autre, autorisant le passage à tout moment de la marche avant à la marche arrière, et donc l’inversion du mouvement. Par exemple, un chien aboie plusieurs fois avec les dessins d’un seul aboiement qu’une série de marches avant et de marches arrière transforme en une succession d’aboiements. De la même façon, un plongeur ressort de l’eau les pieds en avant et replonge tout aussitôt, pour ressortir encore… 
Quand les frères Lumière présentent à leur tour à un public payant des projections de  « vues photographiques animées », ainsi qu'ils appellent leurs bobineaux de pellicule photosensible au format de 35 mm de large, dotés de 2 jeux de 2 perforations rondes Lumière par photogramme (pour ne pas être en contrefaçon des films à perforations rectangulaires d'Edison qui détient la preuve de leur antériorité), un opérateur a l’idée de rembobiner une vue en tournant la manivelle dans le sens inverse et ceci sans interrompre le flux lumineux de la lanterne. La marche arrière fonctionne avec le système d’entraînement intermittent qui a été adopté, une came excentrique qui peut tourner dans un sens aussi bien que dans l’autre. Après cette projection providentielle, le succès public est tel que Louis Lumière décide de réaliser plusieurs sujets qui se prêtent particulièrement bien à la marche arrière. C’est ainsi qu’Auguste Lumière joue (ce n’est pas la première fois) dans une vue tout à fait extraordinaire pour l’époque, une Démolition d'un mur, où une équipe de maçons, sous la direction de leur contremaître, ébranlent puis font s’écrouler un mur de briques. Lorsque l’opérateur inverse la rotation de l’appareil de projection, le mur émerge de la poussière, se redresse miraculeusement, puis les briques éparses reprennent leur place. Il y a aussi des plongeurs à reculons, et bien d’autres sujets, qui sont à leur tour copiés par d’autres réalisateurs…
En 1901, Frederick Armitage, un réalisateur travaillant pour l'American Mutoscope and Biograph Company, a l’idée de concentrer en moins de deux minutes la Démolition et reconstruction du Star Théâtre (Demolishing and Building Up the Star Theater). Pendant les quelques semaines que dure cette opération, la caméra reste au même endroit, bien calée, filmant à travers la fenêtre d’un immeuble placé juste en face. Par des démarrages et des arrêts de caméra successifs, le cinéaste prend quelques vues à chaque demi-heure de la journée (il exclut le soir, la nuit et le petit matin, dont les lumières ne sont pas assez actiniques pour obtenir une image correctement exposée). À la projection, la démolition s’effectue ainsi en 1 min 30 s, les matériaux sont pris d’une sorte de folie destructrice, les ombres tournoient, les piétons s’activent comme des insectes, le store d’une boutique proche s’ouvre et se ferme à un rythme infernal, les étages du Star Théâtre disparaissent l'un après l'autre. C’est à ce moment que derrière son public, l’opérateur respecte l’annonce du titre : démolition et reconstruction, et il rembobine le film à l’aide de l’appareil de projection sans éteindre la lanterne. Le Star Théâtre renaît alors de ses ruines et se dresse de nouveau à New York par la magie de la marche arrière… 
Le cinéma qui se veut d’avant-garde, dans les années qui suivent la Première Guerre mondiale et avant l’arrivée du film parlant, utilise avec une certaine jouissance les divers trucages du cinéma. « À l’époque, tout un courant du cinéma est lié à des mouvements artistiques comme le dadaïsme et plus tard le surréalisme, qui réfutaient la conception du cinéma narratif. Les films ne devaient pas reprendre les traditions du théâtre bourgeois et du roman mais au contraire leur tourner le dos et rechercher leur signification au travers de multiples images montées de façon aléatoire, sans aucun souci de créer un récit avec un début, un milieu et une fin, et sans psychologie. »
Dziga Vertov est l’un des derniers grands artistes qui se lancent avec passion dans le soutien d’un nouvel ordre social soviétique, en croyant sincèrement que leurs recherches formelles permettront, elles aussi, de changer le monde. Il réfute la conception du cinéma de fiction et prône le cinéma du réel, comme seule forme morale valable de ce divertissement. Les hommes nouveaux doivent regarder les hommes nouveaux, c’est un spectacle suffisant et édifiant, celui du Ciné-œil. Dans son célèbre documentaire L'Homme à la caméra, Dziga Vertov utilise tous les moyens de narration du cinéma, que le cinéma muet, mais sonore, possède déjà en 1928. Il construit ainsi une séquence sur la marche arrière. « Un affichiste militant compose en un tour de main un panneau illustré de coupures de presse. Son habileté ne lui vient pas du marxisme-léninisme, qu’il doit certainement manier avec conviction, mais de la marche arrière, car lors de la prise de vue le militant n’a pas placé les coupures en une fois, ce qui lui aurait demandé du temps et de la précision. En fait, elles étaient déjà disposées sur le panneau et il s’est contenté de les reprendre, ce qui exigeait beaucoup moins de temps et d’adresse. Bien entendu, la caméra a enregistré la scène en marche arrière… Dans les mêmes locaux, des militants jouent aux échecs et ils installent leurs pièces d’un seul geste. À la prise de vue, ils ont en fait balayé le jeu d’un revers de main, la marche arrière a fait le reste. Le bond en avant n’est pas pour aujourd’hui ! »

## Utilisations contemporaines
Dans le film de Sergueï Eisenstein, Alexandre Nevski (1938), lors de la grande bataille sur le lac gelé, on voit les fantassins des chevaliers teutoniques se replier en désordre et reformer aussitôt un front impeccable, boucliers serrés et lances tendues en avant. Il était impossible de faire manœuvrer aussi impeccablement plusieurs dizaines de figurants, même militaires. Le plan a été tourné en marche arrière, les soldats étaient immobiles, lances pointées devant eux. Au signal, ils ont relevé tous ensemble leurs armes, et individuellement, rompant les rangs, ils se sont avancés en traînant les pieds. Avec la marche arrière, l’effet de cohue puis de mouvement d’abaissement des lances d’un même élan, est surprenant. 
« On peut aussi se moquer de l’armée, et des militaires. Ainsi, Sacha Guitry se sert par dérision de la marche arrière dans Le Roman d'un tricheur (1936), où il fait défiler avec irrévérence en marche arrière, puis en marche avant, les jolis soldats d’opérette de la Principauté de Monaco. »
Jean Cocteau, en revanche, en tire des effets poétiques dans Le Testament d'Orphée (1960), où on voit par exemple une femme tirer un dessin du feu ou un peintre faire apparaître un croquis sur un tableau en frottant celui-ci avec un chiffon.
Aujourd’hui, la marche arrière semblerait devenue obsolète, mais ce n’est qu’une impression, car on l’utilise souvent sans que le spectateur ne puisse la remarquer. Elle ne s’affiche pas en tant que telle. « Jim Abrahams, dès le générique de Hot Shots!, sème des gags dans un film qui est un pastiche antimilitariste de Top Gun. On remarque un chasseur à réaction qui exécute en marche arrière un superbe créneau pour se garer sur le tarmac du porte-avions. Les avions, comme chacun sait, n’ont pas de boîte de vitesses et de marche arrière, mais le cinéma, lui, en a une! Il suffit de filmer l’avion sortant normalement de son parking, donc en avant, et de monter le plan obtenu en marche arrière. »
Plus subtiles, ces utilisations de la marche arrière que dévoile le livre Grammaire du cinéma : il s’agit de montrer des prisonniers, envoyés par un pénitencier pour entretenir le ballast d’une voie de chemin de fer, en réflexion sur les lunettes d’un de leurs gardiens lourdement armés, dans le générique du film 48 Heures (1982). « Ce plan a été tourné en marche arrière, l’homme s’est d’abord calé dans la position où ses lunettes reflètent parfaitement la scène, puis il a détourné le regard. Faire l’inverse, s’en remettre à une recherche aléatoire de la bonne position par un mouvement de tête, aurait demandé d’innombrables prises de vue, il était plus simple de filmer en marche arrière avec un résultat garanti et sans aucune perte de temps et de pellicule. » Dans Million Dollar Baby, quand la jeune femme, victorieuse d’un combat de boxe avec une adversaire féroce et mauvaise perdante, est frappée par traîtrise et tombe sur un tabouret qui lui brise les vertèbres cervicales, le plan a été filmé en marche arrière pour des raisons de sécurité. La comédienne a été relevée de sa position d’arrivée, et le recours au trucage de la marche arrière est indécelable car le réalisateur Clint Eastwood a pris la précaution d’user en même temps d’un autre trucage : le ralenti, qui cache tout effet inopportun de la marche arrière.
Toutefois, au contraire de ces utilisations marginales, la marche arrière constitue l'élément central de Tenet (2020), film de Christopher Nolan fondé sur le mélange, souvent dans un même plan, de personnages se déplaçant à l'endroit et de personnages « inversés ».